# 음력 11월 27일
음력 11월 27일은 음력 11월의 27번째 날이다.

## 문화
- 1993년 - 서울 지하철 6호선 착공.
- 2004년 - 골프채널 J골프 개국.

## 탄생
- 1969년 - 대한민국의 배우 유해진.
- 1977년 - 대한민국의 싱어송라이터 양양.
- 1990년 - 대한민국의 배우 서이안.
- 1992년 - 대한민국의 배우 이세영.
- 1997년 - 대한민국의 배우 차다영.

## 같이 보기
- 음력 360일: 1월 2월 3월 4월 5월 6월 7월 8월 9월 10월 11월 12월
- 전날:11월 26일 다음날:11월 28일 - 전달:10월 27일 다음달:12월 27일
- 양력:11월 27일
- 음력, 윤달